# 내슈빌 선언
내슈빌 선언(Nashville Statement)은 2017년에 발표 발표된 선언문으로 미국 복음주의계 목회자 150명 이상이 결혼은 한 남성과 한 여성 간의 결합이라는 보완주의 신념을 담았다.
이 선언문은 <내슈빌 선언문>으로 알려져 있으며, "이성애적 결혼 외의 어떤 성관계도 죄며, 동성애와 트렌스젠더리즘을 용인하는 것도 죄"로 말하고 있다. 총 14개 조항으로 이루어져 있으며, 내슈빌에서 개최된 남침례회 윤리와종교자유위원회 총회에서 작성되었다. 2017년 6월 29일 발표되었다.
이 선언문에 서명자로는 남침례회의 스티브 게인즈 총회장, 윤리와종교자유위원회의 러셀 무어 회장, 남 침례교 신학교의 앨버트 뮐러 총장, 가족연구위원회 토니 퍼킨스회장등 복음주의계 주요인사등이 포함되었고, 존 파이퍼목사, 제임스 패커목사, 프랜시스 챈 목사, 제임스 돕슨 목사, 웨인 그루뎀목사등도 동참하였다.

## 같이 보기
- 댄버스 선언